# 台灣玻璃工業
台灣玻璃工業股份有限公司，簡稱台玻集團、台玻、TGI  ，是台灣一家玻璃及其製品製造商，成立於1964年8月25日。總部位於臺北市松山區，廠房位於臺灣與中國大陸。

## 歷史

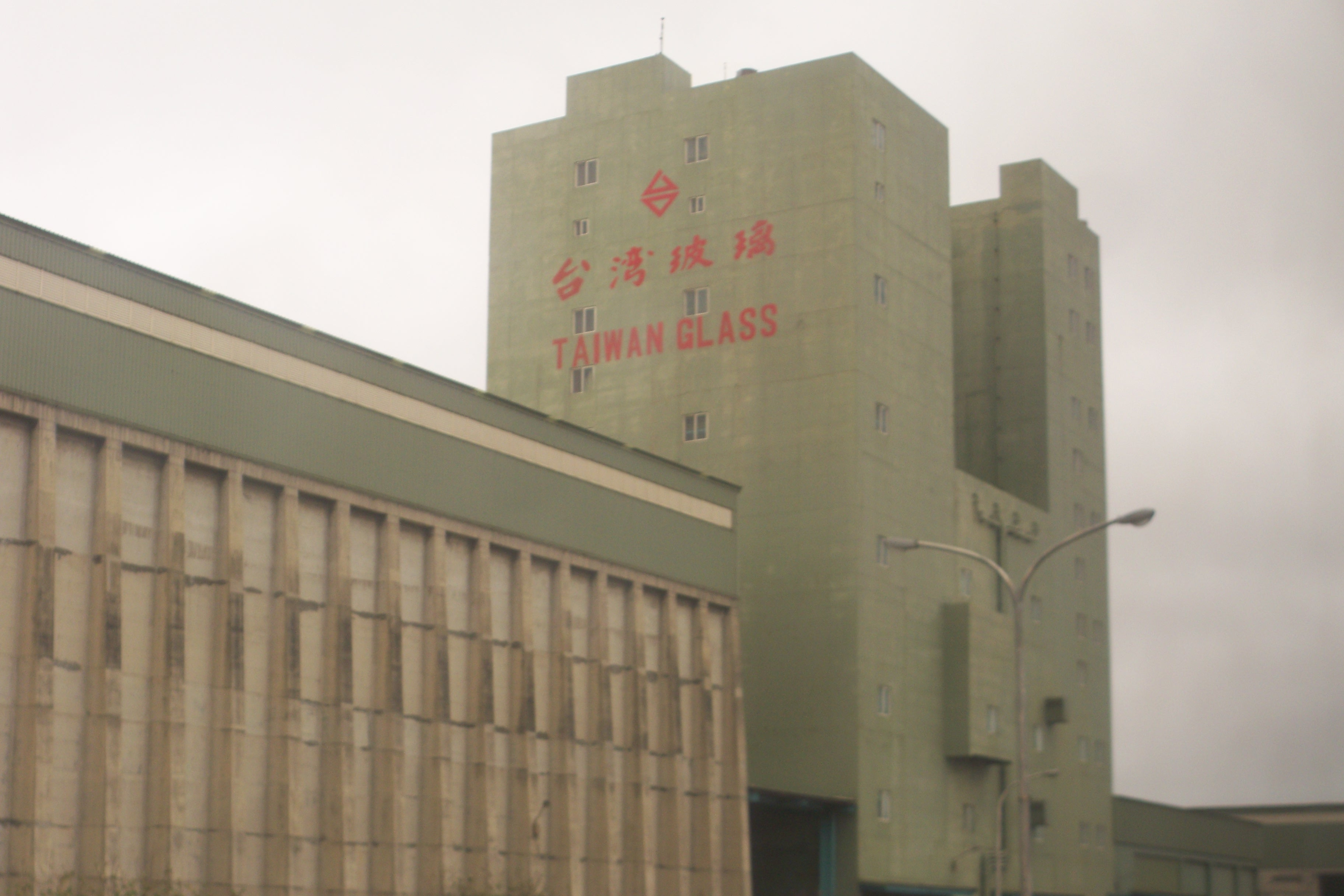
台玻彰濱場，位於彰化濱海工業區

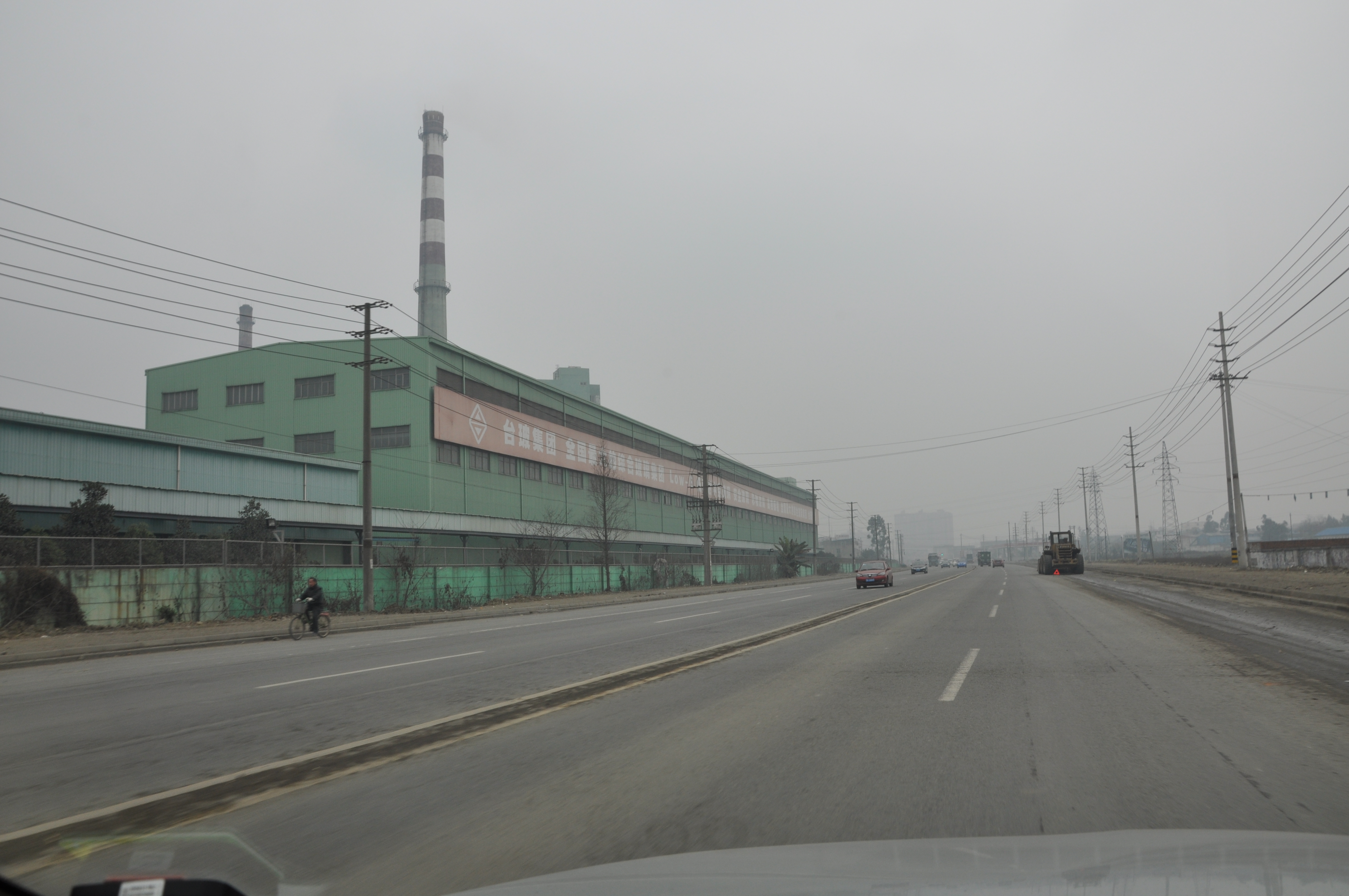
2014年台玻成都工厂

- 1964年8月25日，林玉嘉創辦台玻，資本額為新台幣一億五千萬元。
- 1965年，台玻與日本旭硝子技術合作生產平板玻璃。
- 1967年，台玻新竹廠投產。
- 1970年，台玻與美國Wheaton Glass技術合作生產容器玻璃。
- 1972年，台北市南京東路三段「台玻大樓」落成。
- 1973年，台玻在台灣證券交易所股票上市。
- 1974年，台玻與英國皮爾金頓（Pilkington）公司技術合作生產容器玻璃。
- 1977年，台玻與德國Veba Glass公司技術合作生產食器玻璃。
- 1980年，台玻與英國皮爾金頓公司技術合作生產平板浮法玻璃。
- 1983年，台玻台中廠投產。
- 1987年，台玻與美國歐文康寧（Owens Corning）技術合作生產玻璃纖維，與日本柴田株式會社技術合作生產耐熱玻璃。
- 1988年，台玻與日本鐘紡株式會社技術合作生產玻璃纖維布。
- 1988年7月，台玻與日本板硝子及英國皮爾金頓公司共同創立「台灣汽車玻璃股份有限公司」。[3]
- 1989年，台玻捐贈新台幣五千萬元成立「財團法人台玻文教基金會」，成立宗旨為獎勵青年學子努力向學及獎助文教事業。[4]
- 1990年，台玻桃園廠投產。
- 1993年，台玻成立「台灣玻璃中國控股有限公司」，在中國大陸投資建廠。
- 1994年，台玻與德國Hermann Heye技術合作生產容器玻璃。
- 1995年，台玻與日本石塚硝子技術合作生產食器玻璃。
- 1998年，台玻鹿港廠投產。
- 2011年，台玻彰濱廠投產。

## 相關事項
- 臺灣上市公司和上櫃公司列表

## 外部連結
- 维基共享资源上的相關多媒體資源：台灣玻璃工業
- （繁體中文） 台玻集團 （页面存档备份，存于）
- （繁體中文） 台灣公司資料